# Iglesia de San Antonio Abad (El Toboso)
La iglesia de San Antonio Abad de la localidad española de El Toboso, en la provincia de Toledo, se comenzó a construir en 1525, en sustitución de otro templo que ya existía en 1511 y del que se conserva un sillar con la fecha «1503».

## Historia

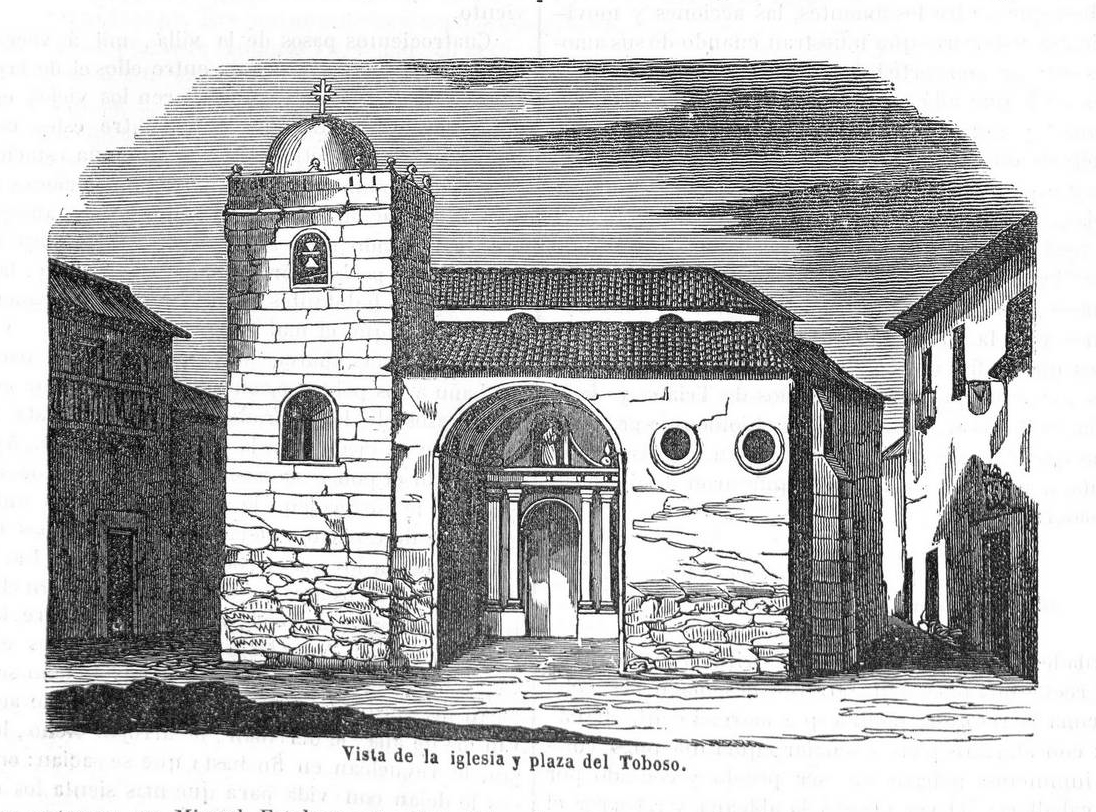
Vista de la iglesia en un grabado del

En la primera fase de construcción trabaja el maestro de cantería Juanes de Santiago, cuya intervención posiblemente se centrara en la zona del cuerpo central de las naves, que es la más primitiva y que se corresponde estilísticamente con el gótico tardío o «Gótico Isabel». Posteriormente trabajaron en el templo los maestros de cantería Miguel de Verduraza, Azcutia y Martín de Atuy de Leturiondo.
Como dato curioso, cabe señalar que esta iglesia es uno de los lugares que Miguel de Cervantes cita en El Quijote, concretamente en el capítulo IX, de la segunda parte, cuando dice: «Guio Don Quijote, y habiendo andado doscientos pasos, dio con el bulto que hacía la sombra, y vio una gran torre, y luego conoció que el tal edificio no era alcázar, sino la iglesia principal del pueblo. Y dijo: Con la iglesia hemos dado, Sancho».

## Descripción
La iglesia, de grandes dimensiones, se estructura en planta de salón, con tres naves de tres tramos y cubiertas cada una con bóveda de crucería decorada con terceletes. Como soportes de las bóvedas se utilizan robustas columnas cilíndricas sin baquetones y con basa moldurada.
El crucero, que no sobresale al exterior, está conformado por la prolongación de las naves, estructurado en tres espacios, el central cubierto por bóveda semiesférica y los laterales por bóvedas con decoración de molduras de escayola; esta parte, y el pequeño cuerpo rectangular de la cabecera se construyeron en el siglo XVII, y son de estilo renacentista.
Del siglo XVII, también, son las capillas laterales: en el lado norte, la capilla de los Morales de Nieva y la de los Dolores; junto a la nave Sur, la Capilla del Rosario, cubierta por bóveda de arista. Contemporánea a la construcción de estas capillas, es la sacristía (construida en 1610), que, situada en la nave de la Epístola, se adosa a la capilla del Rosario. 
A los pies del templo se sitúa el coro sobreelevado. Bajo él figuran los arranques de nervaduras similares a las de las naves, que no llegaron a concluirse; siendo la cubierta, elegida en sustitución de la que hubiera podido ser, un alfarje de madera, con tirantes y sin decoración.
Todos los elementos sustentantes, columnas, basas, nervaduras y arquerías, son de sillares de piedra vista; en cambio, los paramentos van encalados.
La iluminación interior resulta escasa, ya que son pocos y, en general, de reducido tamaño, los huecos distribuidos por los distintos paramentos. 
Exteriormente, el edificio está exento en todas sus fachadas, aunque la vista más completa se obtiene desde la Plaza de Juan Carlos I. Está circundado por robustos contrafuertes construidos con sillares que le dan un marcado aspecto de grandiosidad y monumentalidad. Sillares, también, se emplean en las esquinas, y mampostería en el resto de los paramentos. La portada principal, situada en la fachada Sur, fue construida en 1618. Queda resguardada bajo un gran pórtico con arco de medio punto sobre pilastras. Esta portada, estructurada de modo similar a los retablos manieristas, se articula en dos niveles o cuerpos; en el inferior, arco de medio punto flanqueado por cuatro columnas dóricas sobre altos basamentos y, entre ellas, dos hornacinas vacías. En el cuerpo sur, frontón triangular y nicho que contiene la imagen de la Inmaculada. A ambos lados pirámides rematadas por bolas. En esta fachada se conserva una ventana rectangular, de grandes dimensiones, rematada por frontón con bolas en los vértices.
En la fachada norte se conserva una puerta cegada, con frontón triangular que, en su interior, alberga la Cruz de Santiago.
En la fachada oeste se construye otra portada, alojada bajo un pórtico con bóveda de cañón, claramente renacentista. Este pórtico consta de dos cuerpos: el primero lo forma un arco de medio punto moldurado, con puerta de madera y clavos de fundición, enmarcada por pilastras pareadas sobre basa corrida y con entablamento arquitrabado. En el cuerpo superior se coloca una pequeña hornacina, que alberga la imagen de San Antonio Abad, titular del templo, custodiado por dos flameros.
Junto a la portada de la fachada Sur se sitúa la torre, de sección cuadrada y grandes proporciones. Construida en el siglo XVI, consta de tres cuerpos, separados por línea de imposta. El primero, de estilo plateresco, es ejecutado en 1552 y construido con mampostería. En su cara sur tiene una ventana abocinada y decorada con gallones. Los otros dos cuerpos están trabajados en sillería y sus vanos son de arco de medio punto almohadillado; su construcción fue posterior, ya que su tipología es herreriana. El coronamiento de la torre se realiza con balaustrada en piedra rematada con bolas.